# Larry Tucker
Larry Tucker (Filadelfia, 23 giugno 1934 – Santa Monica, 1º aprile 2001) è stato uno scrittore, produttore cinematografico e attore statunitense.
Con Paul Mazursky scrisse la sceneggiatura del film Bob & Carol & Ted & Alice (1969), che valse a entrambi la candidatura all'Oscar alla migliore sceneggiatura originale.

## Biografia
Nativo di Filadelfia, Tucker iniziò la sua carriera con l'umorista Mort Sahl all'Hungry I club di San Francisco. Divenne poi uno scrittore televisivo, lavorando a The Danny Kaye Show. Recitò nei film Cronaca di un assassinio (1961), Tempesta su Washington (1962), Il corridoio della paura (1963) e Gli angeli pestano duro (1971).
Con il regista Paul Mazursky fu artefice dello sviluppo e della produzione della serie televisiva I Monkees e del film Lasciami baciare la farfalla (1968), interpretato da Peter Sellers. All'inizio degli anni '80 Tucker fu produttore esecutivo e uno degli autori delle sitcom Jennifer (1983), Mago Merlino (1981-1982), Cari professori (1982-1983) e Stir Crazy (1985).
Morì nel 2001 per complicanze dovute a Sclerosi multipla e cancro.

## Filmografia
- Cronaca di un assassinio (Blast of Silence), regia di Allen Baron (1961)
- Tempesta su Washington (Advise and Consent), regia di Otto Preminger (1962)
- Il corridoio della paura (Shock Corridor), regia di Samuel Fuller (1963)
- Lasciami baciare la farfalla (I Love You, Alice B. Toklas), regia di Philip H. Lathrop (1968)
- Bob & Carol & Ted & Alice, regia di Paul Mazursky (1969)
- Gli angeli pestano duro (Angels Hard as They Come), regia di Stephen M. Katz (1971)